# Жмудини

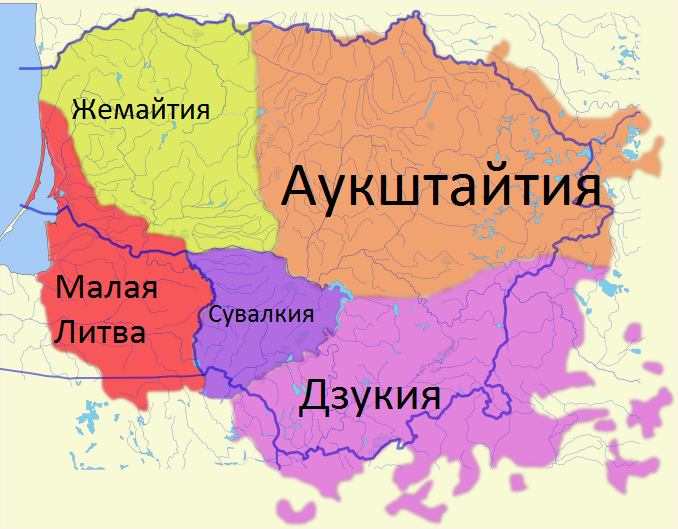
Етнокультурні регіони історичної області розселення литовських племен

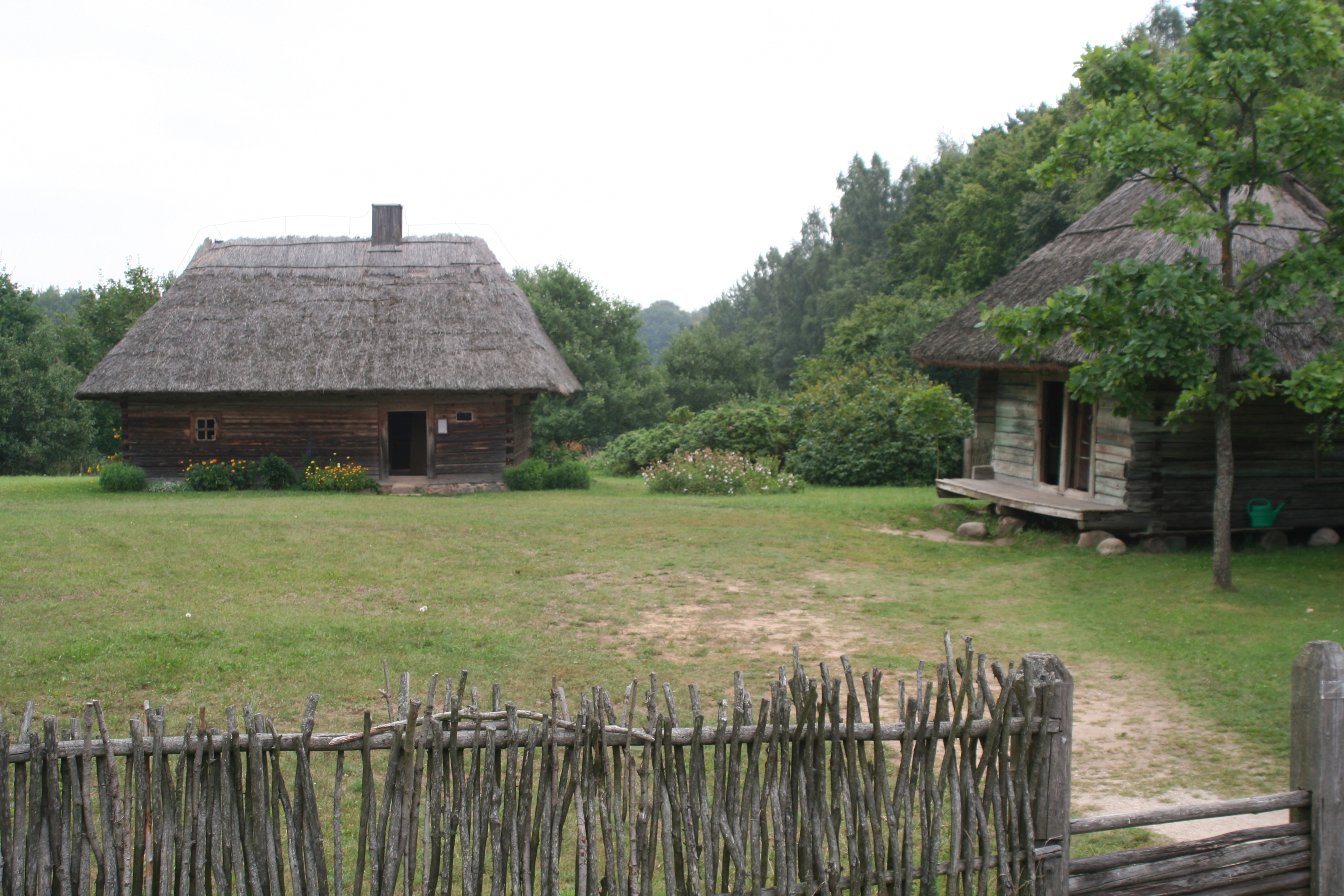
Жемайтський будинок із села Вісмалдай, Тельшяйський район, Литовський музей народного побуту

Жмудини (жемайти, жмудь; жмуд. Žemaitē , лит. Žemaičiai) — етнічна група в складі литовців на заході Литви, населення історичної області Жемайтія. Зберігається жемайтське наріччя литовської мови (іноді розглядається як окрема мова), на сході Жемайтії говорять західноаукштайтським діалектом. Однак більша частина жмудинів говорить літературною литовською мовою. Віруючі здебільшого — католики, на південному заході є також лютерани.

## Історія
Предки жмудинів, за археологічними даними, у V столітті населяли басейн р. Швентої. Потім плем'я жмудь просунулася на захід до жемайтської височини у верхів'ях річок Дубіса і Юра (археологічна культура ґрунтових могильників Центральної Литви V—VI століть). З XIII століття відстоювали незалежність у боротьбі з Тевтонським орденом, а в 1422 році остаточно увійшли до складу Великого князівства Литовського, утворивши там жмудське староство. До XV—XVI століть асимілювали південних земгалів і південних куршів Західної Литви. Жемайти останніми з європейських народів були навернені в християнство (XV століття). У XIX столітті Жемайтія стала центром литовського культурного відродження. Жмудською мовою були видані кілька літературних творів. У першій половині XX століття була створена окрема писемність на латинській основі.

## Культура
Для традиційного господарства Жемайтії характерний розвиток товарного льонарства і тваринництва; з 16 ст. відомі коні малорослої жемайтської породи.
Жемайтський будинок (троб) — низька споруда, обшита вертикальними дошками, з солом'яним дахом; в обох поздовжніх стінах знаходяться входи в сіни з вогнищем — каміном з димоходом (камінас), опалювачем примикають з обох сторін до сіней житлові кімнати. Жемайтські кладовища відрізняються різьбленими дерев'яними надгробками зі скульптурами святих.